# Кэйнгывеем
Кэйнгывеем (Медвежья) — река на севере Дальнего Востока России, протекает по территории Билибинского района Чукотского автономного округа. По западному берегу дельты реки проходит административная граница с Якутией. Длина реки — 88 км.
Название в переводе с чук. Кэйӈывээм — «медвежья река».
Берёт у южных склонов сопки Острая, протекает в северо-западном направлении по Медвежской впадине, в нижнем течении поворачивает на север, впадает в Восточно-Сибирское море.

## Притоки
Объекты перечислены по порядку от устья к истоку.
- 2 км: река без названия
- 14 км: Лихой[5]
- 21 км: Олений
- 27 км: Песцовый
- 30 км: Финиш
- 31 км: Туманный
- 38 км: Ясный
- 42 км: Перевальный
- 48 км: река без названия
- 51 км: Гусиный
- 59 км: Весёлый (Кэульвеем)
- 61 км: Энкувеем
- 64 км: Нэнкувеем
- 73 км: Нартовый (Становой)
- 74 км: Голый (Пыркайваам)[5]

## Данные водного реестра
По данным государственного водного реестра России относится к Анадыро-Колымскому бассейновому округу.